# Éclaron-Braucourt-Sainte-Livière
Éclaron-Braucourt-Sainte-Livière är en kommun i departementet Haute-Marne i regionen Grand Est (tidigare regionen Champagne-Ardenne) i nordöstra Frankrike. Kommunen ligger i kantonen Saint-Dizier-Ouest som tillhör arrondissementet Saint-Dizier. År 2022 hade Éclaron-Braucourt-Sainte-Livière 2 011 invånare.

## Befolkningsutveckling
Antalet invånare i kommunen Éclaron-Braucourt-Sainte-Livière
| Referens: INSEE |